# Seleção de Hong Kong de Futebol Feminino
A Seleção de Hong Kong de Futebol Feminino representa Hong Kong nas competições de futebol feminino da FIFA. Sediou a Copa da Ásia de Futebol Feminino em quatro ocasiões, obtendo o seu melhor resultado na última delas (4º lugar na edição de 1989).

## Campanhas de Destaque
- Copa da Ásia de Futebol Feminino de 1989: 4º Lugar